# Krízisintervenció
A krízisintervenció specifikus beavatkozás, mely a krízis oldásán túl a háttértényezők felderítésével igyekszik a személyiség korábbinál fejlettebb szintű integrációját előmozdítani. A krízishelyzet megoldásán kívül a problémamegoldó stratégiák  fejlesztése is cél, felkészít a hasonló, jövőbeli szituációkkal való sikeres megküzdésre.

## Folyamata
Kézdi Balázs szerint Magyarországon minden krízis öngyilkossági krízis, ezért a kezelés kiemelt fontosságú.
A krízisintervenció folyamatában a bevezető fázis a kapcsolatteremtésről, a helyzet definiálásáról és a bizalmas légkör kialakításáról szól, a munkafázis kezdetét ambivalencia jellemzi, a kiváltó esemény, a megküzdési stratégiák és a támogató kapcsolatháló feltérképezése történik. A munkafázis második alegységében párbeszéd zajlik, a felmerülő megoldási alternatívák kidolgozása, a kliens aktivitásának növelése, a korábban hatékonyan működő és az új, konstruktív coping stratégiák megerősítése. A munkafázis záró folyamata a megoldás részleteinek megbeszélése, a döntések támogatása, a cselekvések kivitelezésének, módszereinek tisztázása. A krízisintervenciót a befejező szakasz zárja, amikor a segítségkérő leválik a segítőről, megtörténik a helyzet értékelése, a kedvező változások számbavétele, a jövő újraértelmezése, illetve az esetleges további segítségnyújtásra vonatkozó információk átadása.

## Eszközei
Krízisbeszélgetés során is általános a nyitott kérdések preferálása, azonban előfordulhat, hogy a kliens számára túlzottan megterhelő a strukturálatlan helyzet szorongatottsága, ilyenkor célszerűbb direkt kérdéseket megfogalmazni, amíg csökken az érzelmi beszűkültség. A krízisintervenció a segítő nagyobb aktivitását, intenzívebb érzelmi ráhangolódást igényel, és fontos figyelni a krízisben lévő kommunikációja során megnyilvánuló rejtett tartalmakra, szimbólumokra. A támogató kapcsolat, az intervenciós munkafolyamatért való közös felelősségvállalás hangsúlyozása, a segítségkérő kompetencia- és kontrollérzését fokozó visszajelzések adása konstruktívan hat. A konfrontáció, a kliens bűntudatát fokozó reflexiók kerülendők. A krízisintervenció során az érzések kimondatása, a hangulati, indulati töltések, az ambivalencia kimondása történik, melyet a lehetséges kiutak megkeresése, felvázolása, majd a cselekvési terv kidolgozása követ.

## Színterei
Krízisintervenciót végző szakemberek: pszichiáter, pszichológus, szociális munkás, szociálpedagógus, ifjúságsegítő, mentálhigiénés szakember. A módszert bárki elsajátíthatja, és nem segítő szakember is sikeresen támogathat egy krízisben lévőt.
Krízisben lévők szakmai segítséget kérhetnek: családsegítő szolgálatnál, mentálhigiénés intézetben, krízisambulancián, pszichiátriai osztályon, telefonos lelkisegély-szolgálatnál.
Személyes kapcsolatban a kríziskezelés gyakori, akár heti öt-hat találkozást is igényel, telefonos lelkisegély-szolgálatos kapcsolat esetén az operátor felajánlja az újratelefonálás lehetőségét, szükség esetén személyes kapcsolat felé delegálja, melyet megszervezhet a hívó beleegyezésével.

## Külső hivatkozások
Péterfy Sándor U. Kh-Ri Krízisintervenciós és Pszichiátriai Osztály

A krízisről: Alapítvány az Öngyilkosság Ellen